# Powell (Alabama)
Pour les articles homonymes, voir Powell.
Powell est une municipalité américaine située dans le comté de DeKalb en Alabama.
Selon le recensement de 2010, sa population est de 955 habitants. La municipalité s'étend sur 4,96 milles carrés (12,85 km2).
Nommée en l'honneur de D. W. Powell, la localité est d'abord appelée Powell's Crossroads. Elle devient une municipalité en 1962.

## Démographie
| 1970 | 1980 | 1990 | 2000 | 2010 | - |
| ---- | ---- | ---- | ---- | ---- | - |
| 474  | 636  | 762  | 926  | 955  | - |